# Juwelen-Zackenbarsch
Der Juwelen-Zackenbarsch (Cephalopholis miniata) oder Juwelenbarsch ist ein bis 45 Zentimeter langer Vertreter der Zackenbarsche. Seine Farbe ist auffallend rot mit kleinen blauen Punkten. 

## Verbreitung
Er lebt im Roten Meer und im Indopazifik von der Küste Ostafrikas bis nach Südjapan und zu der Lord-Howe-Insel in strömungsreichen Regionen wie Riffkanälen und Außenriffen in Tiefen von 2 bis über 150 Metern. Im Persischen Golf und im Golf von Oman fehlt er.

## Merkmale
Die Farbe der Juwelen-Zackenbarsche ist rotorange bis rotbraun mit zahlreichen leuchtend blauen Punkten, deren Durchmesser kleiner ist als der Durchmesser der Pupille. Der Vorderkörper ist normalerweise etwas dunkler. Der hintere Rand der Schwanzflosse sowie der weichstrahlige Teil von Rücken- und Afterflosse sind blau und schwarz. Die Brustflossen sind orange, die Bauchflossen orange-rot. Unter Stress bekommt der Juwelen-Zackenbarsch einige schwache oliv getönte, senkrechte Streifen. Die Jungfische sind gelb mit wenigen blauen Punkten.
Juwelen-Zackenbarsche haben eine typische Barschgestalt mit einer vorderen, hartstrahligen und einer hinteren, weichstrahligen Rückenflosse. Die Flossenstrahlen vom fünften bis zum achten sind am längsten. Vor den Nasenöffnungen ist die Schnauze unbeschuppt, der Körper ist von Cycloidschuppen bedeckt. Die Anzahl der Kiemenreusenstrahlen beträgt insgesamt 20 bis 24.
- Flossenformel: Dorsale IX/14–15, Anale III/(8)-9.
- Schuppenformel: mLR 94–114, SL 47–55.

## Lebensweise
Wie alle Zackenbarsche machen Juwelen-Zackenbarsche im Laufe ihres Lebens eine Geschlechtsumwandlung durch. Sie sind zuerst Weibchen und wechseln später zum männlichen Geschlecht. Deshalb sind die Männchen stets größer. Der Juwelen-Zackenbarsch bildet Haremsgruppen aus einem dominierenden Männchen und zwei bis zwölf Weibchen. Die Reviere der Männchen können bis zu 475 m² groß sein. Innerhalb des Großreviers der Männchen verteidigen die Weibchen kleinere Unterreviere. Der Juwelen-Zackenbarsch ernährt sich zu über 80 % von kleinen Fischen, meist ist der Juwelen-Fahnenbarsch (Pseudanthias squamipinnis) das Opfer. Der übrige Teil der Beute besteht aus Krebstieren.